# Imperator (Schiff, 1913)

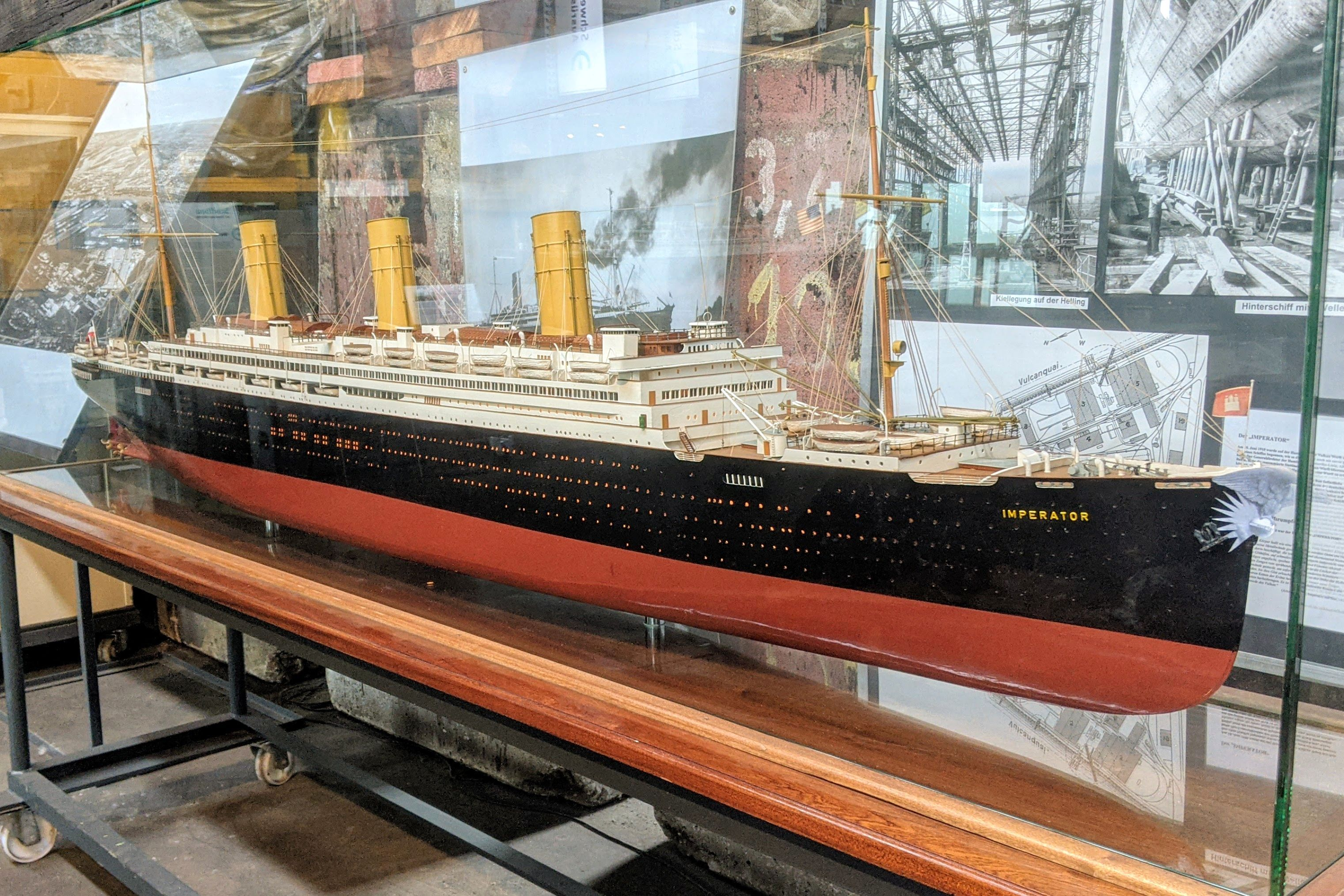
Modell der Imperator im Deutschen Hafenmuseum Hamburg

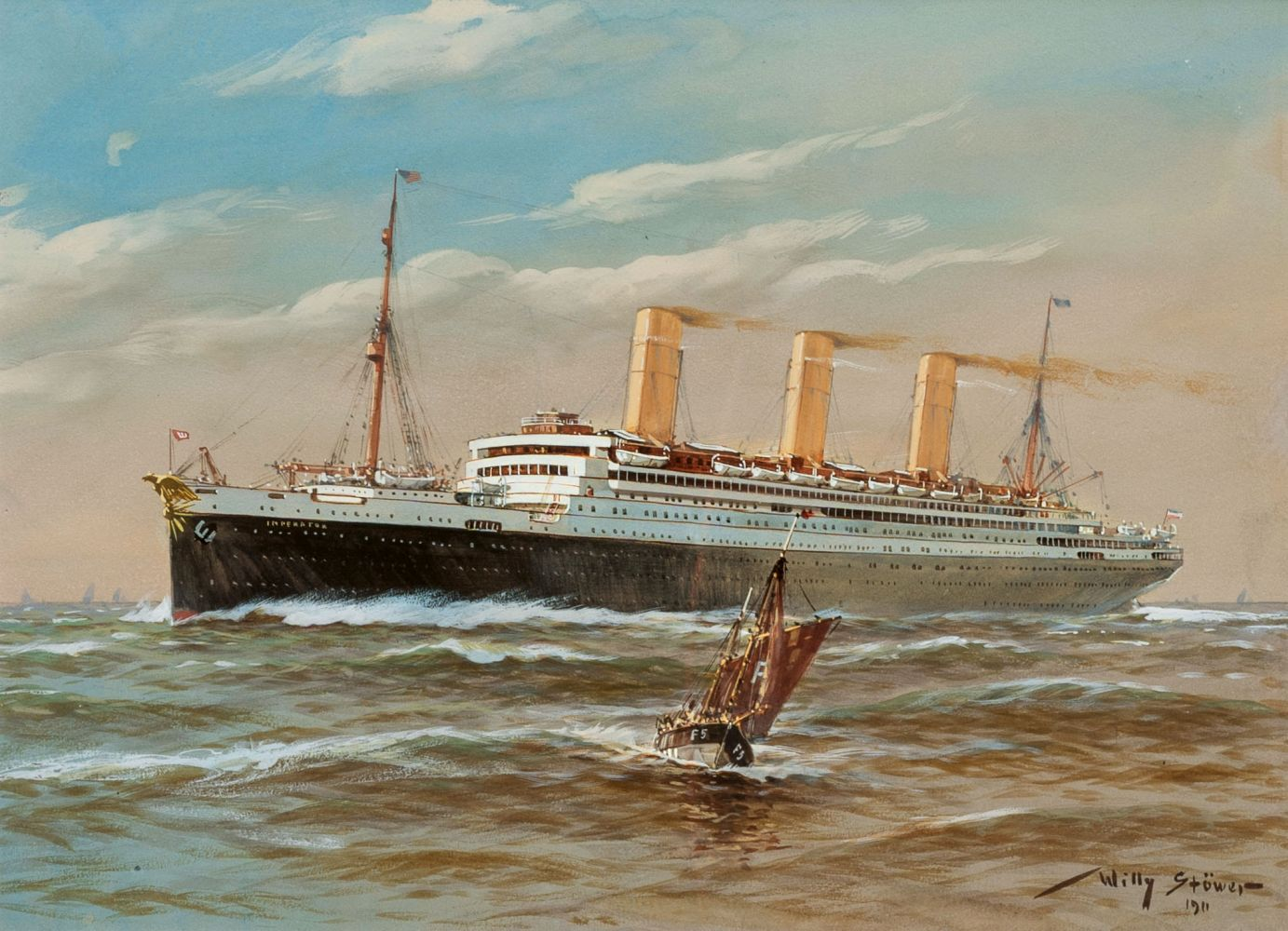
Willy Stöwer: Imperator, 1911

Die Imperator war ein Passagierschiff, das von 1910 bis 1912 für die Reederei HAPAG gebaut wurde und später als RMS Berengaria für die Cunard Line fuhr. Es galt ab dem Stapellauf am 23. Mai 1912 bis 1914 als das größte Schiff der Welt.

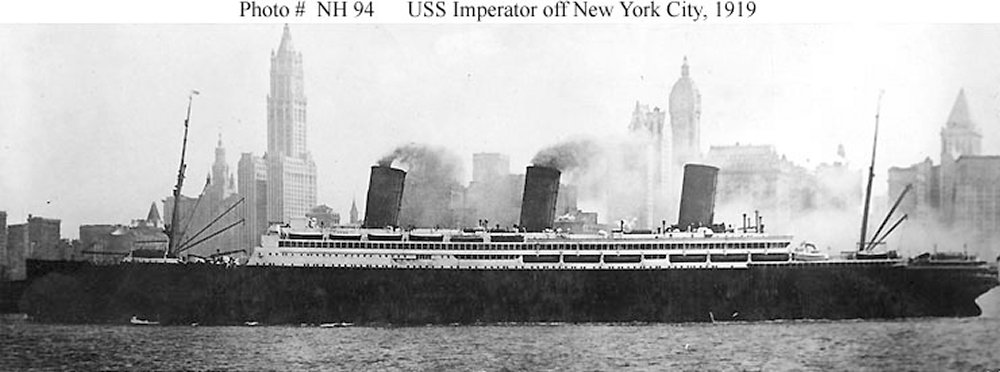
Die Imperator vor New York (1919)

## Geschichte

### Vor dem Ersten Weltkrieg
Die Imperator war der erste Passagierdampfer der HAPAG für den Nordatlantik dieser Größenordnung. Die Namensgebung erfolgte auf ausdrücklichen Wunsch des Kaisers, der den ursprünglich vorgesehenen Namen „Europa“ verwarf. Die beiden Schwesterschiffe der Imperator-Klasse hießen Vaterland und Bismarck.
Die Imperator war der dritte Bau der neueröffneten AG Vulcan in Hamburg, wo sie am 23. Mai 1912 vom Stapel lief und bis April des darauffolgenden Jahres fertiggestellt wurde. Die Bugzier – Adler auf Weltkugel – modellierte der Berliner Bildhauer Bruno Kruse. Auf dem Weg von Hamburg in die Nordsee, wo die Probefahrten durchgeführt wurden, kam das neue Schiff kurzzeitig auf Grund; nie zuvor war ein Schiff dieser Größe die Elbe hinuntergefahren. Während der Testfahrten stellte sich heraus, dass das Schiff topplastig war. Die geringste Ruderlage ließ das Schiff weit krängen und es richtete sich nur langsam wieder auf.
Am 11. Juni 1913, nach einer längeren Verzögerung durch ein von Schweißarbeiten verursachtes Feuer und die daraus resultierenden Reparaturen, lief die Imperator vom Steubenhöft in Cuxhaven zur Jungfernfahrt nach New York aus. Hierfür hatten die Berliner Grafiker Wilhelm Deffke und Carl Ernst Hinkefuß Drucksachen gestaltet. In Southampton, Cherbourg und am Zielhafen wurde die Imperator als weltweit größtes Schiff empfangen. Mit mehr als 50.000 BRT übertraf sie die bis dahin größten Passagierdampfer Titanic und deren Schwesterschiff Olympic um etwa 6.000 BRT.
Ein im Hafen von Hoboken auf dem Schiff ausgebrochenes Feuer und die Löschmaßnahmen verzögerte die Weiterfahrt um zwei Tage. Nach Abschluss der Reise wurden neben der Behebung der Brandschaden auch Maßnahmen gegen die bereits bei den ersten Testfahrten festgestellte Topplastigkeit ergriffen: Schwere Holzverschalungen wurden durch leichtere ersetzt, schwere Stühle in den Gesellschaftsräumen durch leichte Korbmöbel ersetzt, ein großer Teil des ursprünglich verbauten Marmors demontiert. Außerdem erhielt das Schiff mehr Ballast, und die Schornsteine wurden um fast drei Meter verkürzt, um den Schwerpunkt des Schiffes niedriger zu legen.
Vom 17. November 1913 bis zum Kriegsbeginn war der zum Kommodore ernannte Kapitän Thomas Kier Schiffskommandant. Vorher hatte Kommodore Hans Ruser das Kommando.

### Kriegszeit
Seine letzte Reise unter der HAPAG-Flagge unternahm die Imperator am 8. Juli 1914. Sie wurde nach der Rückkehr in Hamburg als Folge des Kriegsausbruchs aufgelegt.

### Nach dem Krieg
Nach dem Waffenstillstand 1918 und dem Friedensvertrag von Versailles ging die Imperator als Teil der deutschen Reparationen nach dem Ersten Weltkrieg zunächst am 5. Mai 1919 als Truppentransporter an die US Navy. Danach kam sie unter das Management der britischen Cunard Line und ging im Februar 1920 auf ihre erste Fahrt unter der Flagge der neuen Eigentümer von Liverpool nach New York. Im Februar 1921 wurde Cunard auch offiziell Eigentümerin des Schiffes, es erfolgte die Umbenennung in Berengaria. Ihr Schwesterschiff Bismarck, inzwischen bei Blohm & Voss in Hamburg fertiggestellt und in das Eigentum der White Star Line überführt, erhielt den Namen Majestic.

### Im Dienst der neuen Eigentümer
Unter dem neuen Namen Berengaria verließ das Schiff erstmals Southampton am 16. April 1921. Weitere Reparatur- und Überholungsarbeiten im gleichen Jahr auf der Werft Armstrong Whitworth, bei denen Wohn- und Gesellschaftsräume aufgearbeitet und der Antrieb von Kohle- auf Ölfeuerung umgestellt wurde, nahmen sechs Monate in Anspruch.
Das modernisierte Schiff wurde im Mai 1922 wieder in Betrieb genommen und für die folgenden 16 Jahre zusammen mit der Mauretania und der Aquitania im Expressdienst von Southampton nach New York eingesetzt.

### Die letzten Jahre
Nach der Vereinigung von Cunard und White Star 1935 verblieben für deren Nordatlantik-Dienst lediglich die Aquitania und die Berengaria. Im Mai 1936 wurde die Queen Mary in Betrieb genommen und Cunard wollte die Berengaria eigentlich noch bis zur Indienststellung der Queen Elizabeth in Fahrt halten. Angesichts des ständigen Brandrisikos – an Bord brachen mehrfach kleinere Brände aus – wurde der Berengaria von den US-Behörden schließlich die Einschiffung von Passagieren verweigert, und sie musste die Heimreise nach Europa ohne Passagiere antreten. Ein umfangreicher Umbau zur Verringerung der Brandgefahr schien den Eigentümern nicht lohnend, zumal das Schiff ohnehin nur noch wenige Jahre in Fahrt bleiben sollte, bis die Queen Elizabeth in Dienst gestellt werden konnte.
Am 7. November 1938 wurde die ehemalige Imperator zum Abwracken verkauft und verholte nach Jarrow (South Tyneside). Der Zweite Weltkrieg unterbrach jedoch den vollständigen Abbruch des Schiffes und das noch schwimmfähige Rumpfteil wurde 1946 nach Rosyth (Schottland) geschleppt und dort abgewrackt.

## Passagierkapazität

### 1913
- Erste Klasse: 592
- Zweite Klasse: 972
- Dritte Klasse: 942
- Zwischendeck: 1772

### 1922
- Erste Klasse: 972
- Zweite Klasse: 630
- Dritte Klasse: 606
- Touristenklasse: 515

## Schwesterschiffe
- Bismarck (später Majestic)
- Vaterland (später Leviathan)

## Sonstiges
In der Eingangshalle der Hauptverwaltung der Hapag-Lloyd AG (Ballindamm an der Binnenalster) steht ein großes Modellschiff der „Imperator“.
Der deutsche Kaiser Wilhelm II. wünschte für dieses Schiff entgegen sonstiger Gepflogenheiten den männlichen Artikel. Die H.A.P.A.G. beugte sich diesem Diktat und verwendete in ihrer Korrespondenz und in Werbemedien „Der Imperator“ für das Schiff.